# Rhyacophila fenderi
Rhyacophila fenderi là một loài Trichoptera trong họ Rhyacophilidae. Chúng phân bố ở miền Tân bắc.